# Ar 199 (航空機)
アラド Ar 199
アラド Ar 199（模型）
- 用途：練習機
- 製造者：アラド
- 初飛行：1939年[1]
- 生産数：2機

アラド Ar 199（Arado Ar 199）は、アラド社で製作された低翼単葉の水上機である。本機はカタパルト射出と水上からの運用を考えて1938年に設計された。密閉式のコックピットには前席に並列に訓練生と教官が、3座目の後席には航法士か通信士の訓練生が座った。
2機の試作機が製造されたが、ドイツ空軍の要求が変更となり量産型は生産されなかった。登録記号D-IFRBとD-ISBCの2機の試作機は練習機として就役し、北部ノルウェーで水難救助任務に使用された。

## 要目
(Ar 199) Smith and Kay 1972, p.34.
- 乗員：3名
- 全長：10.57 m (34 ft 8.125 in)
- 全幅：12.7 m (41 ft 8 in)
- 全高：4.36 m (14 ft 4.25 in)
- 翼面積：30.4 m2 (327.1 ft2)
- 空虚重量：1,675 kg (3,693 lb)
- 運用重量：2,075 kg (4,575 lb)
- 馬力荷重：184 W/kg (0.112 hp/lb)
- エンジン：1 × アルグス As 410C 倒立V型エンジン、336 kW (450 hp)
- 最大速度：260 km/h (161 mph)
- 巡航速度：212 km/h (132 mph)
- 巡航高度：6,500 m (21,320 ft)
- 航続距離：740 km (460 miles)
- 上昇率：4.5 m/s (895 ft/min)